# Садсбері Тауншип (округ Честер, Пенсільванія)
Садсбері Тауншип (англ. Sadsbury Township) — селище (англ. township) в США, в окрузі Честер штату Пенсільванія. Населення — 4125 осіб (2020).

## Демографія
Згідно з переписом 2010 року, у селищі мешкало 3570 осіб у 1311 домогосподарстві у складі 988 родин. Було 1361 помешкання
Расовий склад населення:
| - 84,5 % — білих - 8,5 % — чорних або афроамериканців - 2,6 % — азіатів - 0,3 % — корінних американців - 0,1 % — вихідців з тихоокеанських островів - 1,2 % — осіб інших рас |

До двох чи більше рас належало 2,9 %. Частка іспаномовних становила 4,1 % від усіх жителів.
За віковим діапазоном населення розподілялося таким чином: 24,8 % — особи молодші 18 років, 65,5 % — особи у віці 18—64 років, 9,7 % — особи у віці 65 років та старші. Медіана віку мешканця становила 37,4 року. На 100 осіб жіночої статі у селищі припадало 102,8 чоловіків;  на 100 жінок у віці від 18 років та старших — 99,3 чоловіків також старших 18 років.
Середній дохід на одне домашнє господарство  становив 90 157 доларів США (медіана — 74 018), а середній дохід на одну сім'ю — 93 780 доларів (медіана — 76 875). Медіана доходів становила 73 068 доларів для чоловіків та 40 781 долар для жінок. За межею бідності перебувало 11,3 % осіб, у тому числі 22,3 % дітей у віці до 18 років та 0,0 % осіб у віці 65 років та старших.
Цивільне працевлаштоване населення становило 1971 особа. Основні галузі зайнятості: виробництво — 25,5 %, освіта, охорона здоров'я та соціальна допомога — 19,3 %, науковці, спеціалісти, менеджери — 10,0 %, роздрібна торгівля — 8,8 %.